# Подольский (Башкортостан)
Подо́льский (баш. Подольский) — деревня в Иглинском районе Республики Башкортостан Российской Федерации. Входит в состав Майского сельсовета. 

## География

### Географическое положение
Находится на левом берегу реки Сим.
Расстояние до:
- районного центра (Иглино): 67 км,
- центра сельсовета (Майский): 10 км,
- ближайшей ж/д станции (Улу-Теляк): 10 км.

## Население
| 2002 | 2009 | 2010 |
| ---- | ---- | ---- |
| 30   | ↗38  | ↘23  |